# Ford Model F
Ford Model F — автомобіль виробництва американської автомобілебудівної компанії «Ford». Це була подальша розробка лінійки «Ford Model A» та «Ford Model C», але автомобіль став більшим, сучаснішим і розкішнішим. Це був чотиримісний фаетон, виробництво якого розпочалось у 1905 році і завершилось у 1906 році на заводі «Ford Piquette Avenue Plant» у Детройті.

## Основні характеристики
Автомобіль оснащувався двоциліндровим опозитним двигуном (англ. flat-twin engine) з робочим об'ємом 2,08 л, потужністю 12 к.с. Заводський колір кузова — зелений. 
Автомобіль продавався за ціною від US$1200 у 1905 році до US$1000 у 1906; для прикладу, «Colt Runabout» тоді вартував US$1500 , FAL — US$1750, «Cole 30» — US$1500, «Enger 40» — US$2000 і «Lozier Light Six Metropolian» — US$3250.
Всього було вироблено 1000 штук «Model F».